# Trullo

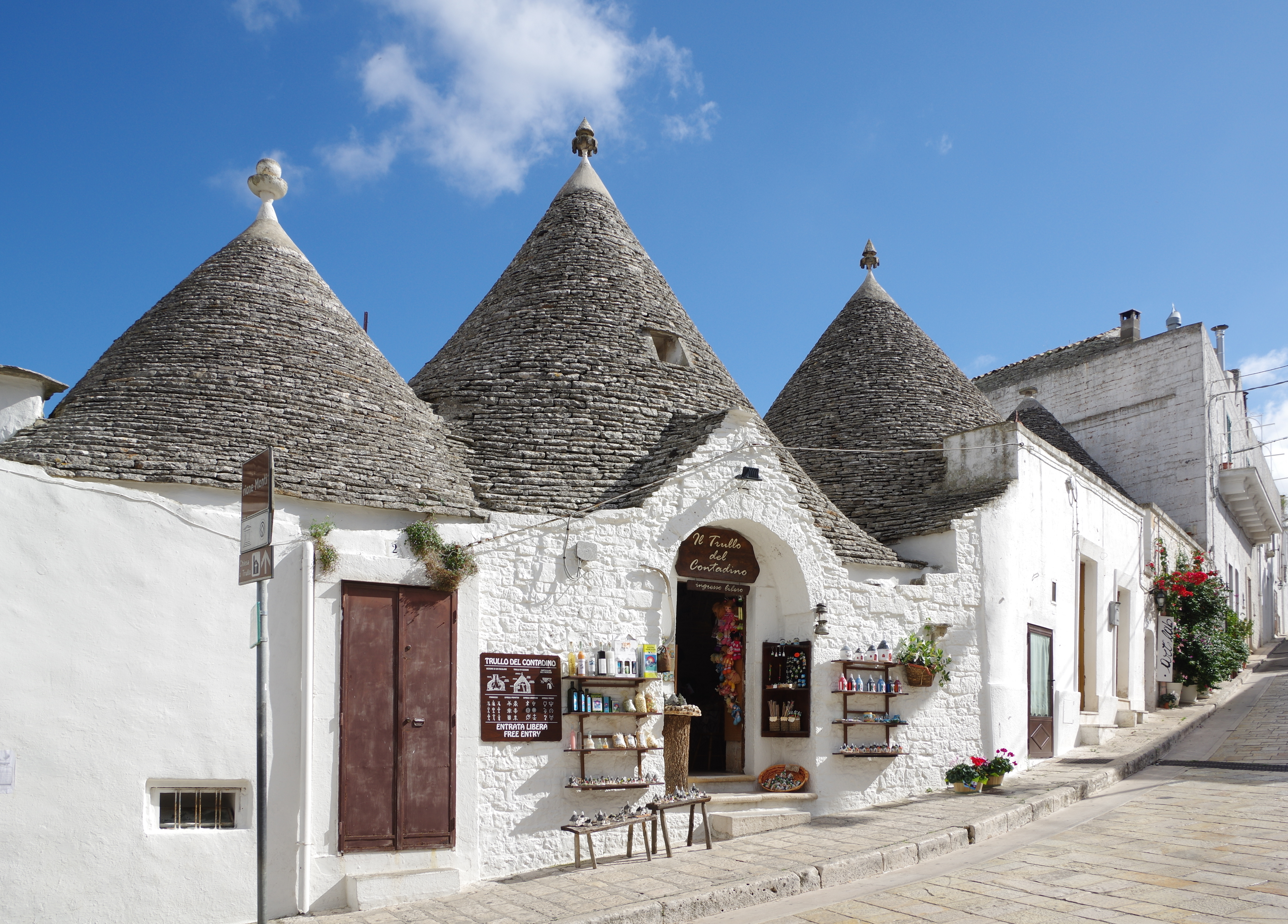
Trullo in Alberobello

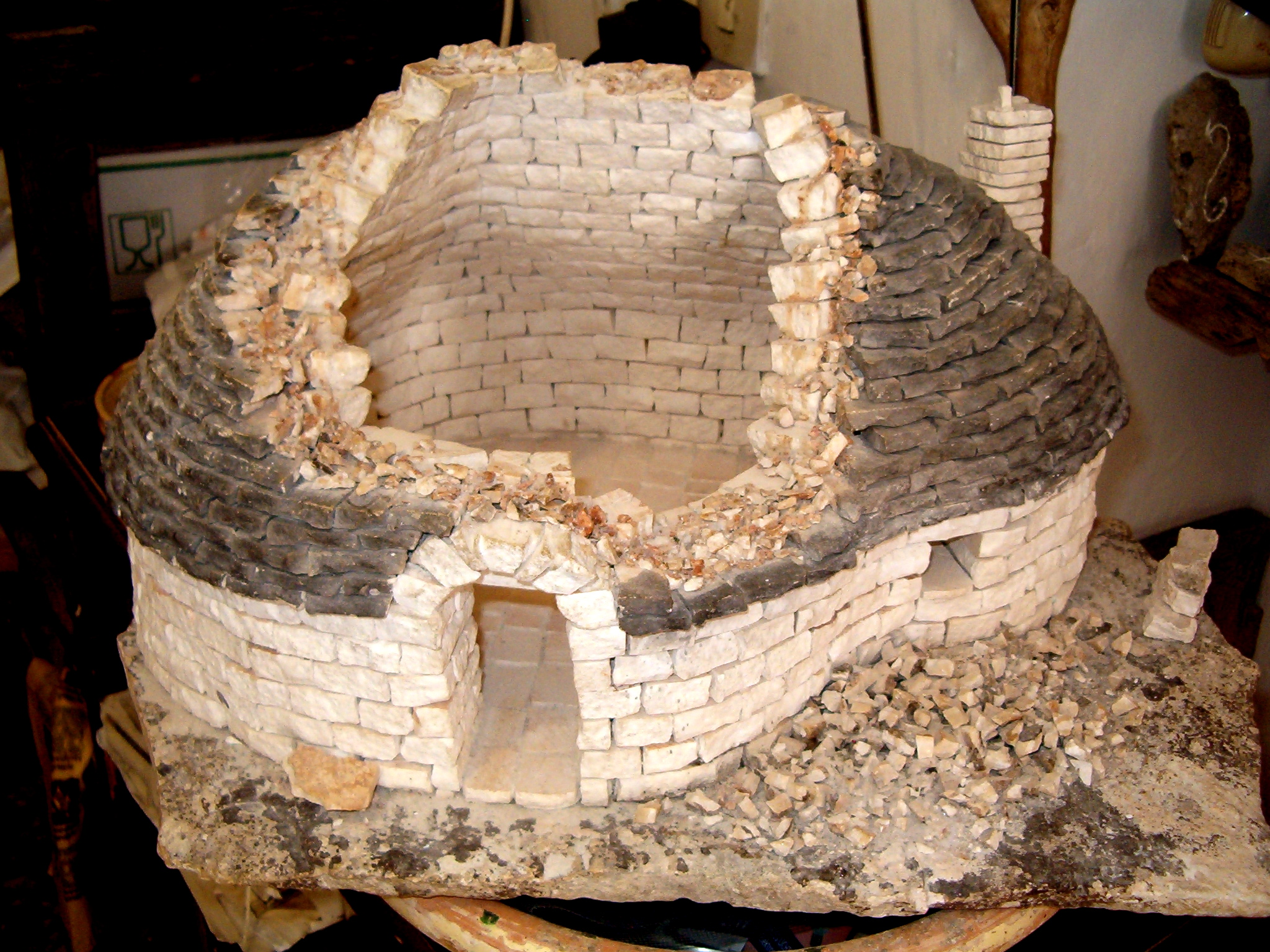
Trullomodell

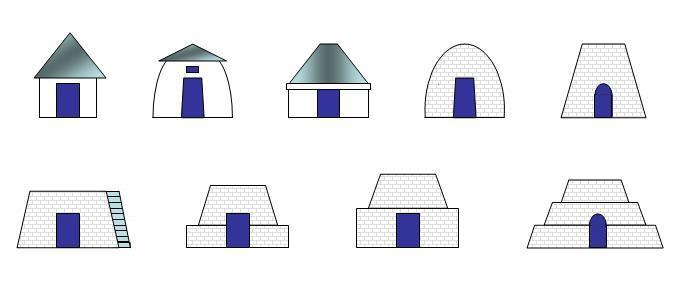
Trulli und Pagghiara in Apulien

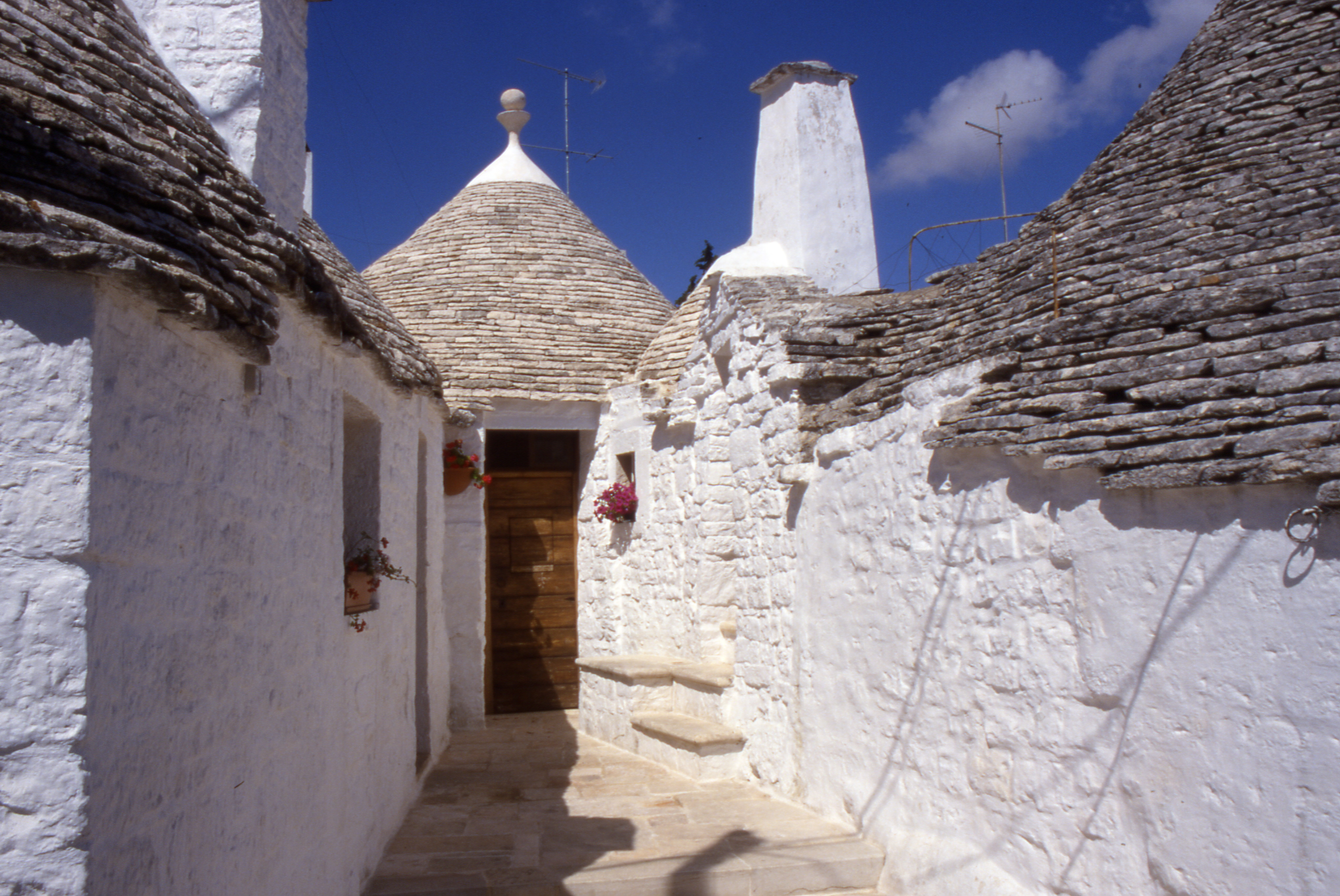
Eingang zu einem Trullo in Alberobello

Trullo (italienisch), Mehrzahl Trulli, ist eine Bezeichnung für die vor allem in Apulien vorkommenden Rundhäuser, deren Steindächer sich nach oben hin in einem Kraggewölbe (sogenanntes „falsches Gewölbe“) verjüngen und mit einem symbolischen Schlussstein, dem Zippus, oft aber auch mit einer Kugel oder einem anderen Symbol, abgeschlossen werden.

## Beschreibung
Trulli, auch Furnieddhi oder Pajuru genannt, sind Kraggewölbebauten aus Trockenmauerwerk und werden ohne Mörtel errichtet. Die schuppenartigen dunklen Bruchsteindächer geben dem weiß getünchten Trullo, der ursprünglich in den Feldern und nicht im Ort stand, sein charakteristisches Aussehen.
Durch ihre Bauweise aus massivem Naturstein mit sehr dicken Wänden und winzigen Fenstern bieten die Trulli einen guten Schutz gegen die anhaltende Sommerhitze in Apulien, weil sich das Innere nur langsam aufheizt. Im Winter hingegen speichert ein Trullo für lange Zeit die Wärme, die durch einen offenen Kamin erzeugt wird.
Die bis zur Mitte des letzten Jahrhunderts vergessenen ‚Arme-Leute-Häuser‘ erlebten seither eine Renaissance; einige werden mittlerweile auch als Ferienwohnungen angeboten. In Alberobello existiert ein weiträumiges geschlossenes Viertel, das gänzlich mit Trulli bebaut ist. Es zählt seit 1996 zum Weltkulturerbe der UNESCO. Auch in den Nachbargemeinden der Region sind Trulli sehr verbreitet und werden, oft aneinandergereiht und miteinander verbunden, als Wohnhäuser genutzt.
In Apulien und auf Sizilien gibt es rustikale Steinbauten ohne Spitzdach als Hirtenhütten, die Pagghiara (plur. Pagghiari).
Im 17. Jahrhundert begann man diese Häuser im Auftrag des Grafen Giangirolamo II. Acquaviva d’Aragona zu bauen.
Da dieser keine Steuern an die Regierung zahlen wollte, forderte er von den Bauern, ihre Häuser ohne Zement und Mörtel nur aus Steinen zu bauen. So konnten sie im Falle einer königlichen Inspektion die Steinhäuser ganz einfach abbauen und später leicht wiedererrichten.

## Ursprung der Bauweise
Ursprünglich kam die Bauweise vermutlich aus der Gegend um das heutige Harran, Türkei.

## Deutschland

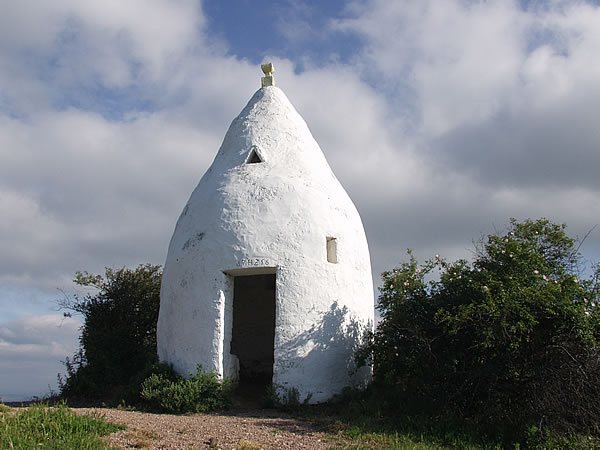
Flonheimer Trullo

In Deutschland stehen zwischen den Orten Flonheim, Erbes-Büdesheim und Siefersheim in Rheinhessen in den Weinbergen trulloartige Rotunden als Weinberghäuschen, die im 18. Jahrhundert errichtet wurden und als Schutzhütten dienten. Im Volksmund werden sie „Wingertsheisje“ oder „s weis Heisje“ genannt, weil sie in den Weingärten stehen. Der Rundbau gilt als ein Wahrzeichen von Flonheim, einer befindet sich mittlerweile in Gemeindebesitz. In einem Seitental der Wiesbach, dem Aulheimer Grund, findet sich in Höhe der Aulheimer Mühlen ein Bau, dessen Türsturz die Jahreszahl 1756 und die Initialen „H Z“ trägt. Sie stehen für Johann-Hannes Zimmer (1703–1781), den Wirt des Gasthofes Zum Engel.
Weitere Trulli stehen im südlichen Wonnegau (Monsheim-Kriegsheim, Flörsheim-Dalsheim, Wachenheim, Mölsheim, Gundheim, Worms-Herrnsheim und Worms-Pfeddersheim). Acht Trulli sind in der Gemarkung Bockenheim an der Weinstraße (Pfalz) zu finden sowie je einer in Bissersheim und in Reinheim an der Blies.
Zu Ehren der Trulli wird in der Verbandsgemeinde Monsheim (seit 1997) und der angrenzenden Gemeinde Bockenheim (seit 2007) die Trullo-Radwanderung veranstaltet. Hierbei werden jeweils am dritten Sonntag im Juni knapp 20 Trulli bewirtet und über einen ausgeschilderten Rundkurs angefahren und angewandert.

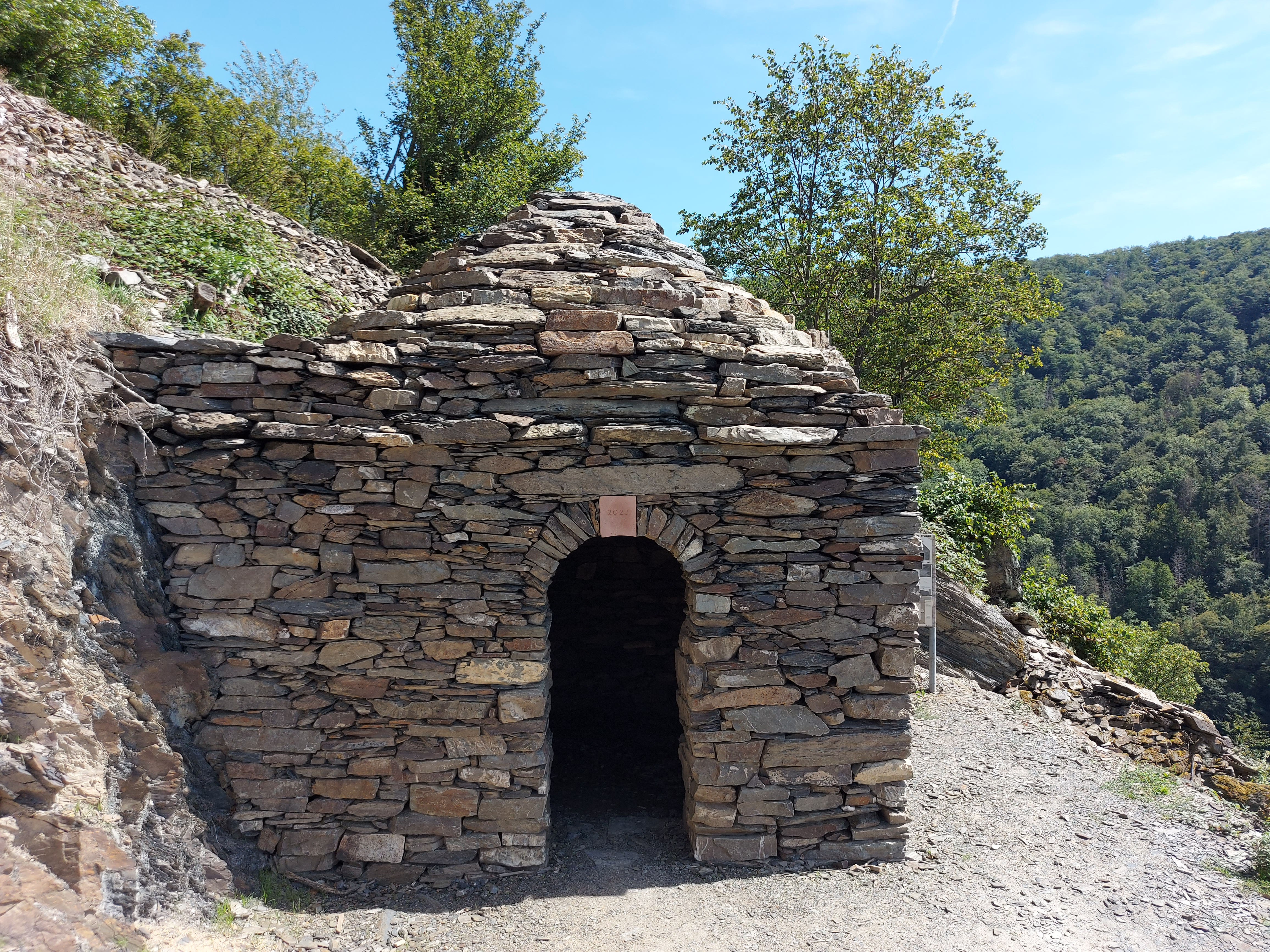
Trullo bei Obernhof

Ihre Errichtung wird lombardischen Wanderarbeitern zugeschrieben, die zwischen 1720 und 1760 in den Flonheimer Sandsteinbrüchen arbeiteten. Die Kegel dieser Trulli sind – wie ihre apulischen Vorbilder – in Kragbauweise aus Steinen ohne Mörtel hergestellt. Die Spitzen krönen ebenfalls Schlusssteine mit einer Kugel. Gemutmaßt wird jedoch auch, dass die Trulli einfachste Bauten ohne bewusstes Vorbild sein könnten, da die konische Bauweise ein Urtyp menschlicher Behausung ist.
Aus dem 19. Jahrhundert sind die Reste eines Trullo in der Steinrassel bei Obernhof an der Lahn bekannt. 2023 wurde ein Nachbau in unmittelbarer Nähe errichtet.

## Schweiz
Die berühmten Trulli im Puschlav/Val Poschiavo (Graubünden) werden heute meistens als Crotto, Plural: Crotti, bezeichnet, gemäß dem Puschlaver Mundartausdruck crot.

## Bilder

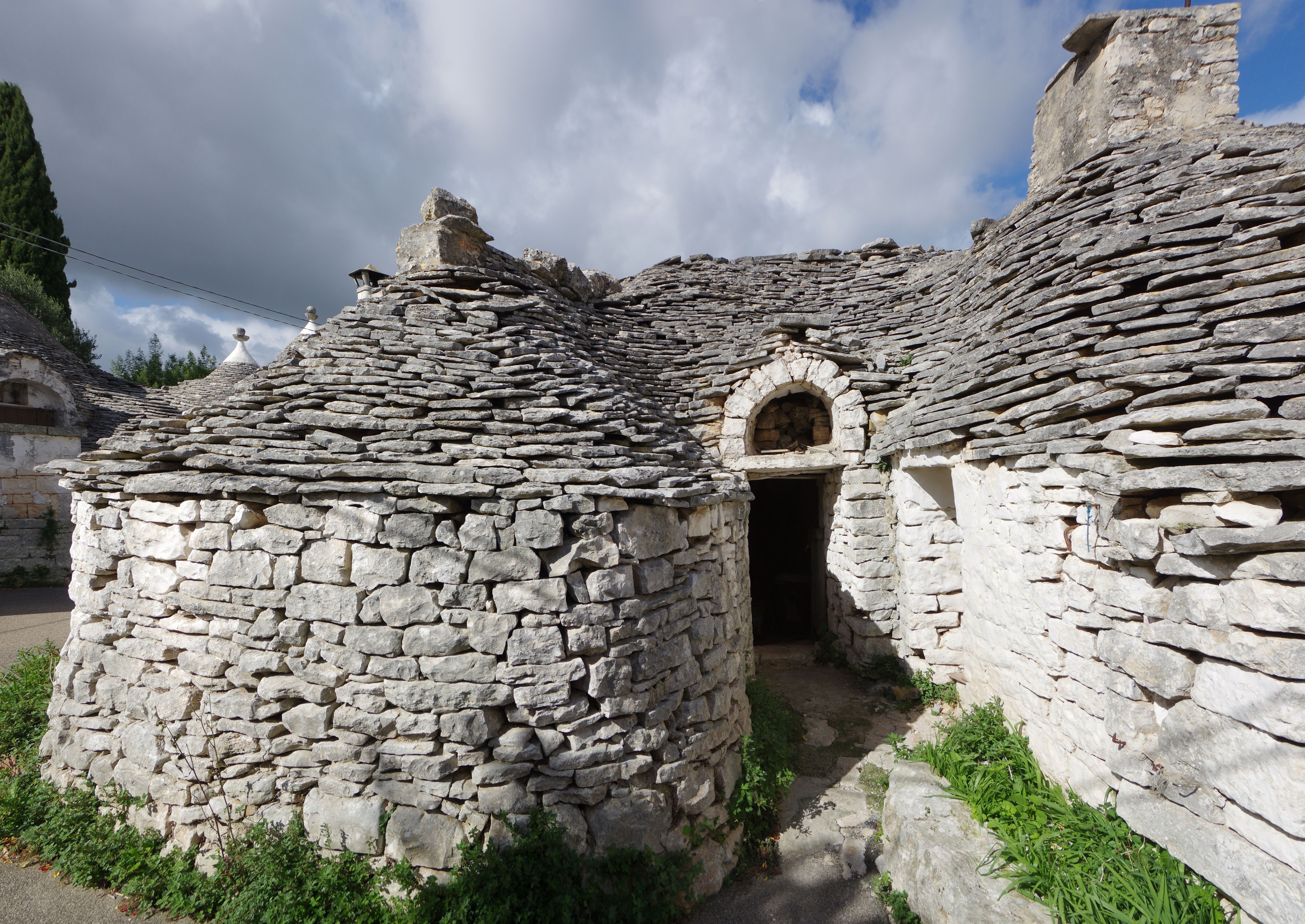
Weitgehend ursprünglicher Trullo
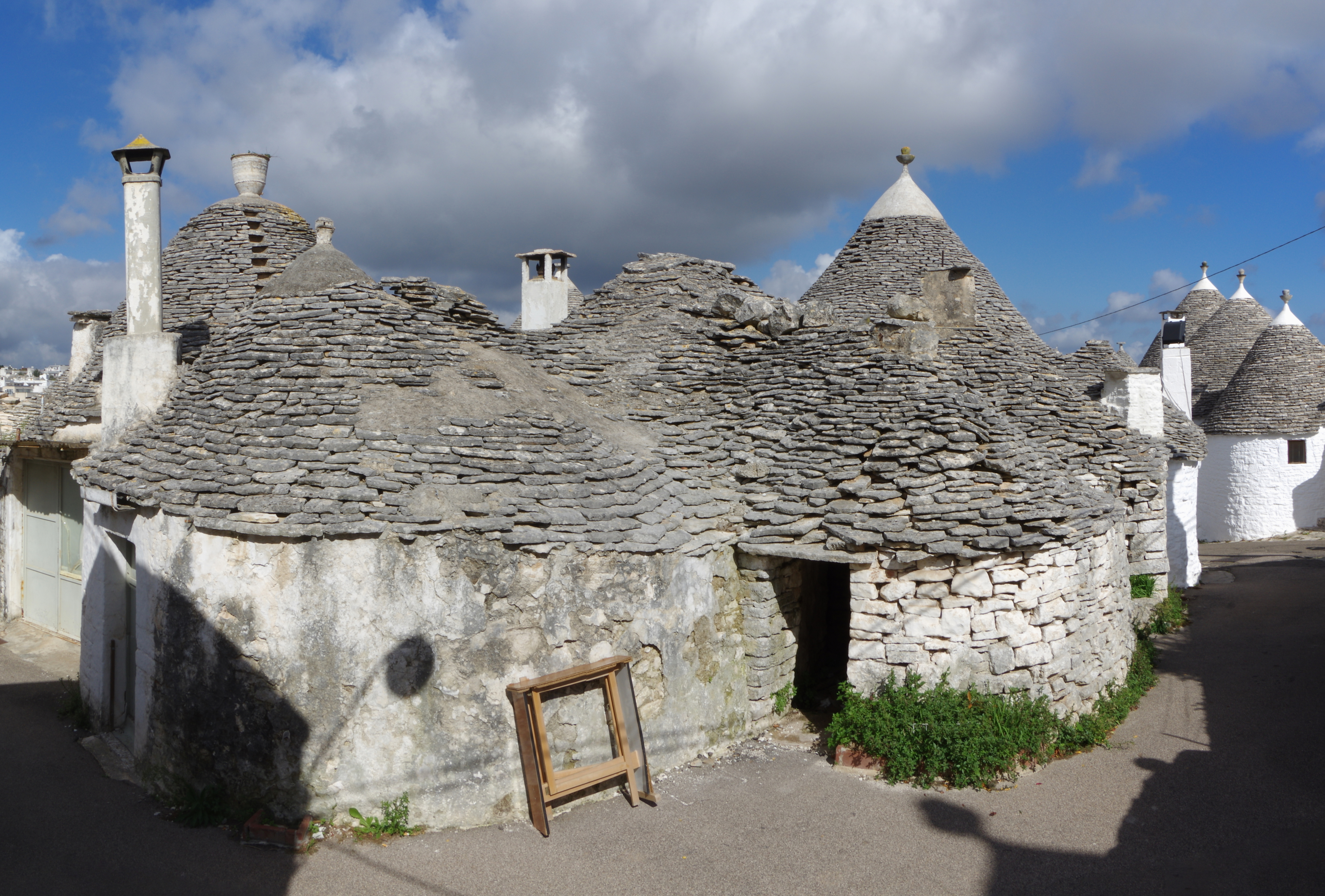
Weitgehend ursprünglicher Trullo
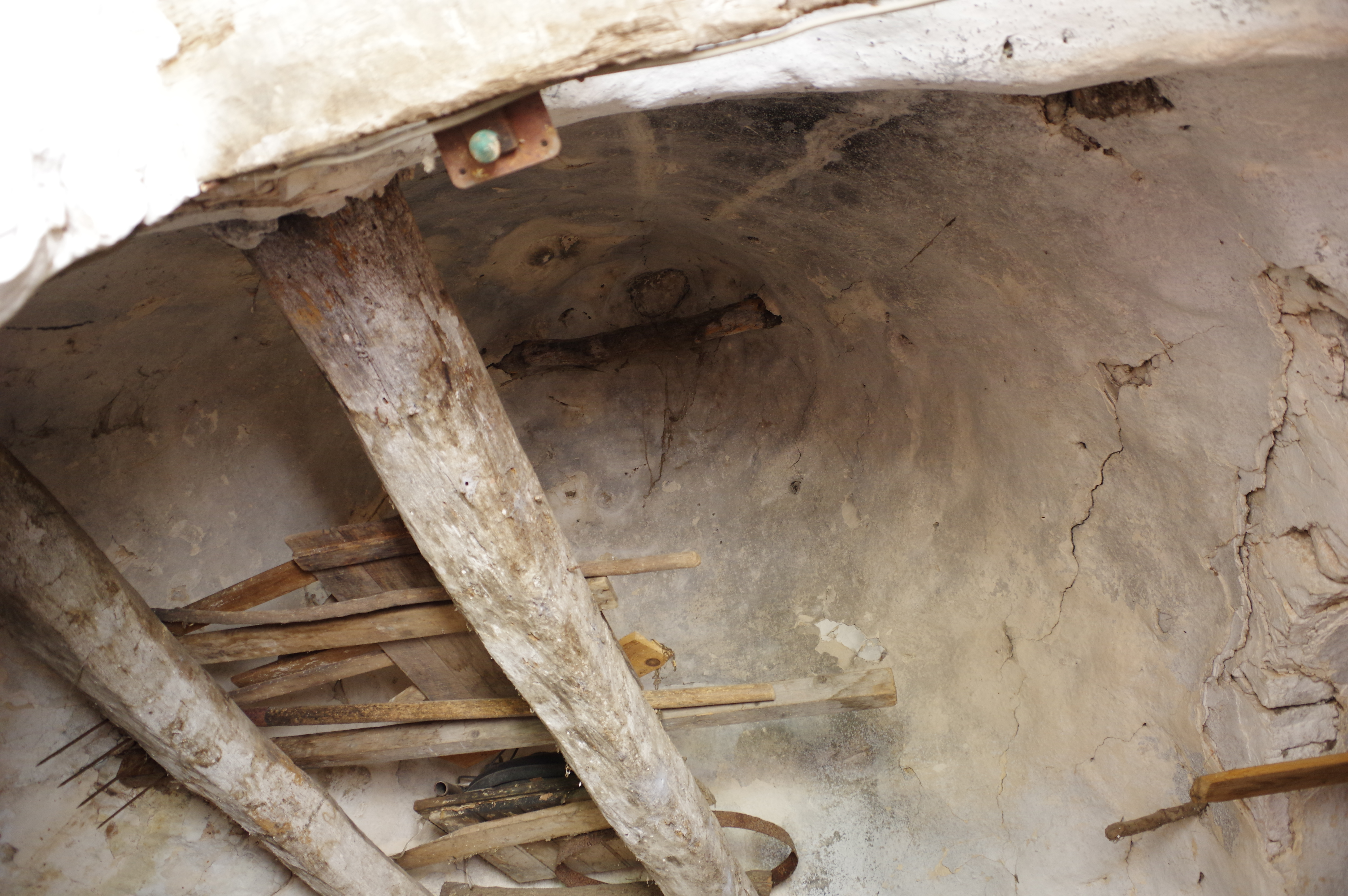
Innenansicht, Blick nach oben
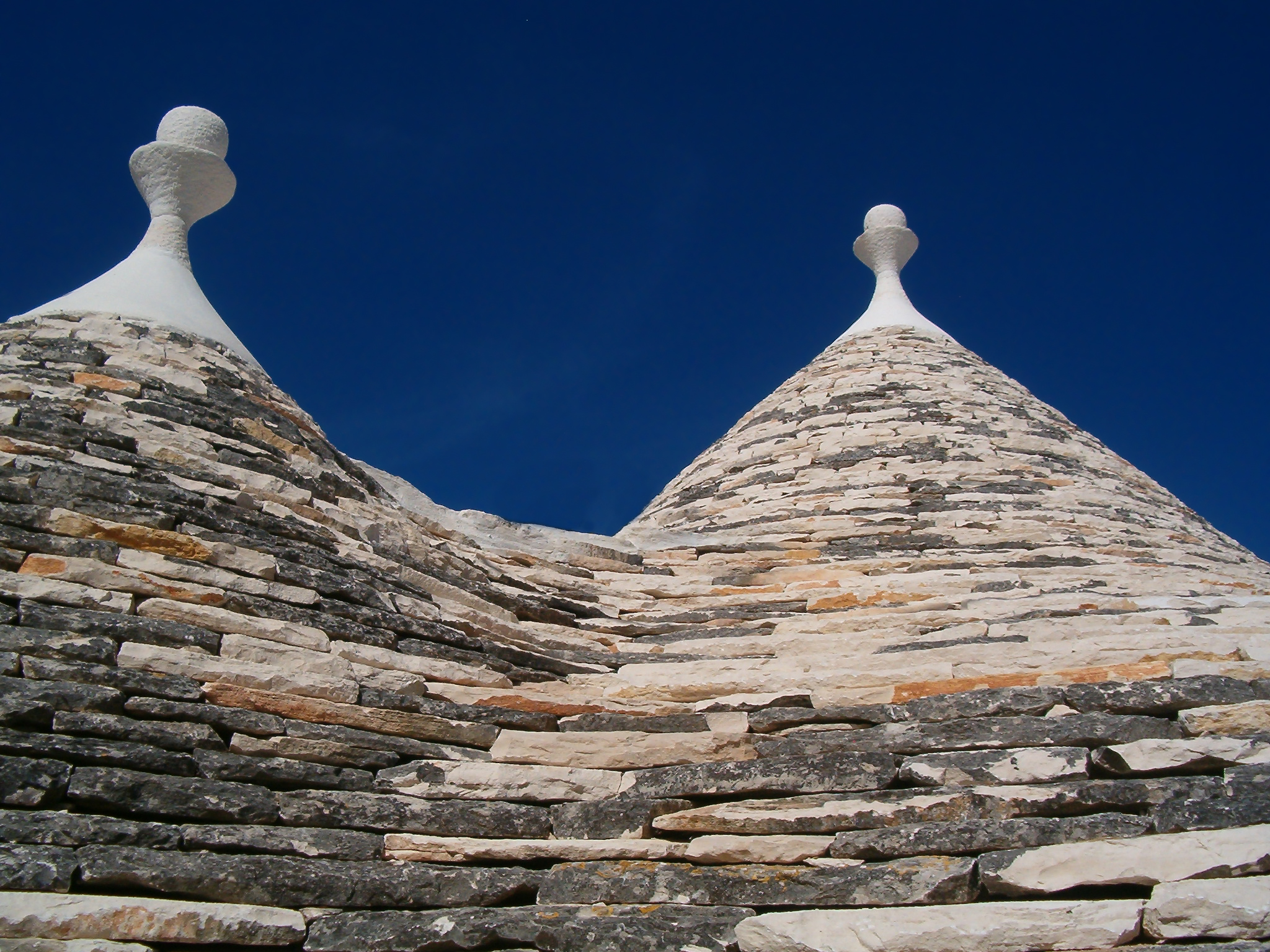
Detailansicht der Dächer
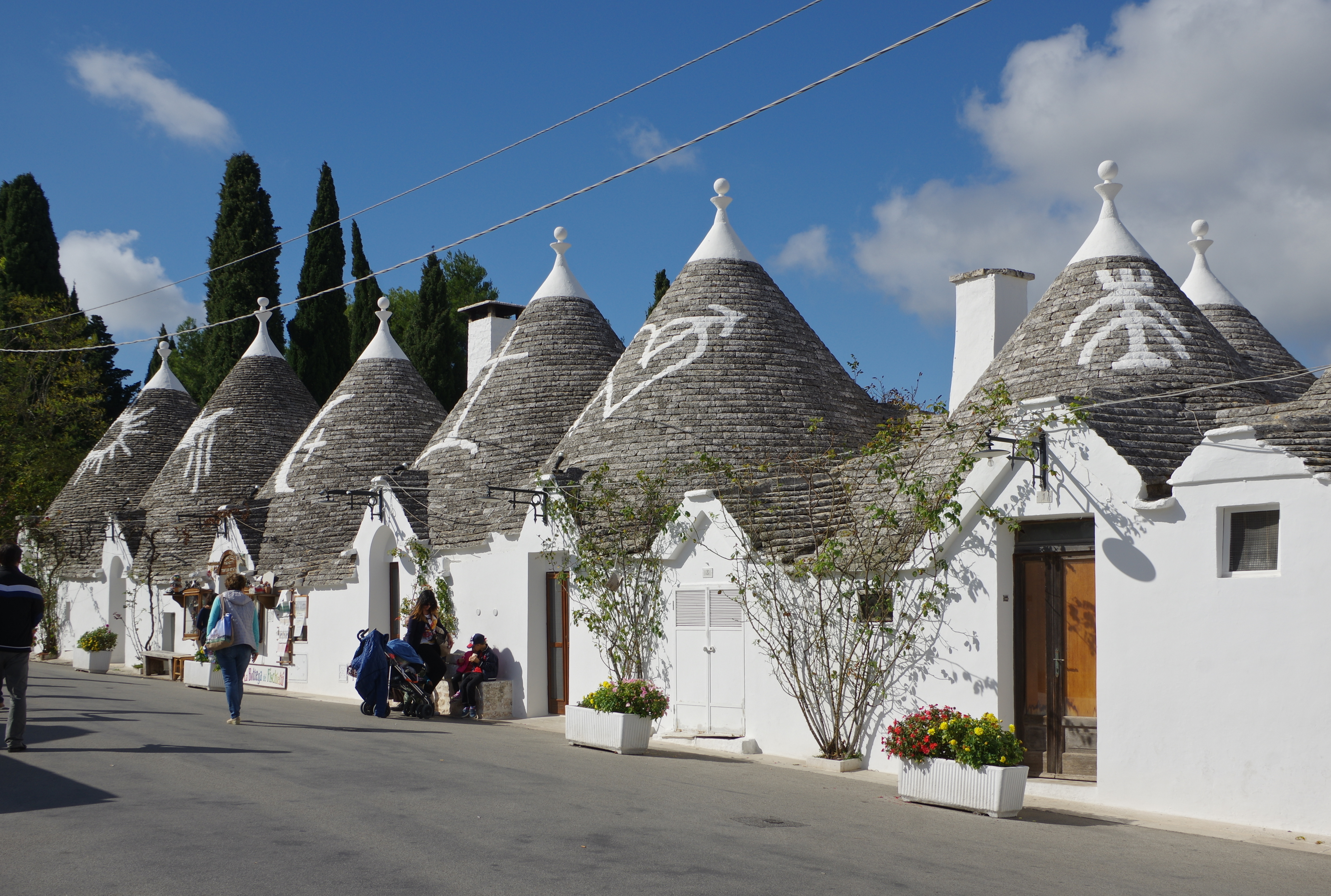
Trulli in Alberobello
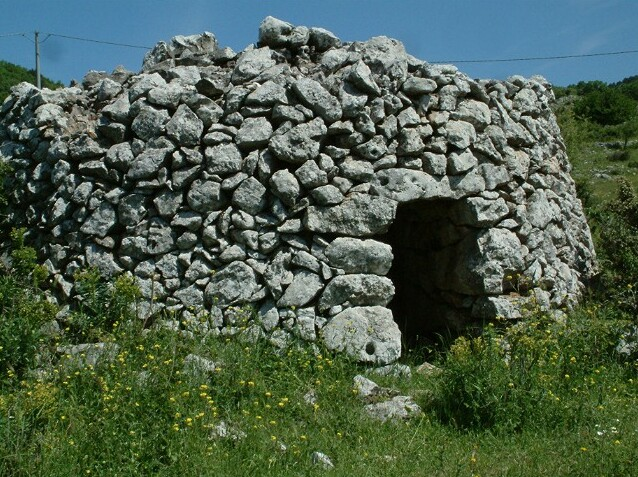
Pagghiara (Flachdach und Sturz über dem Eingang)
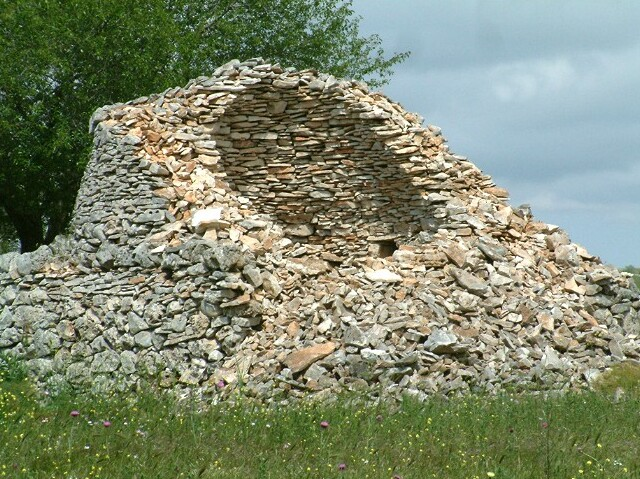
Seitenwand eines eingebrochenen Trullo
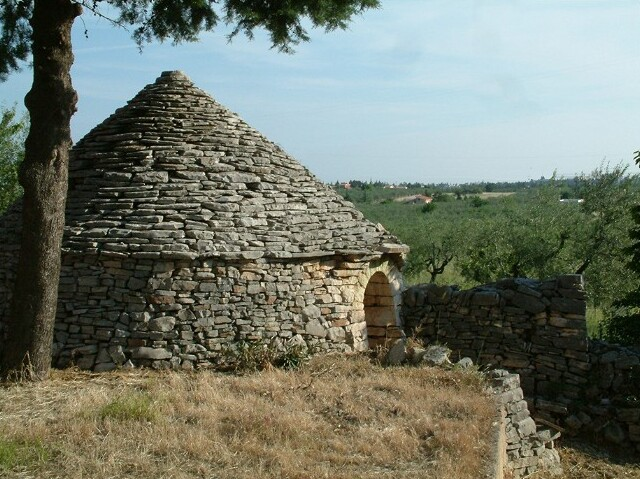
Trullo mit Bogen über dem Eingang
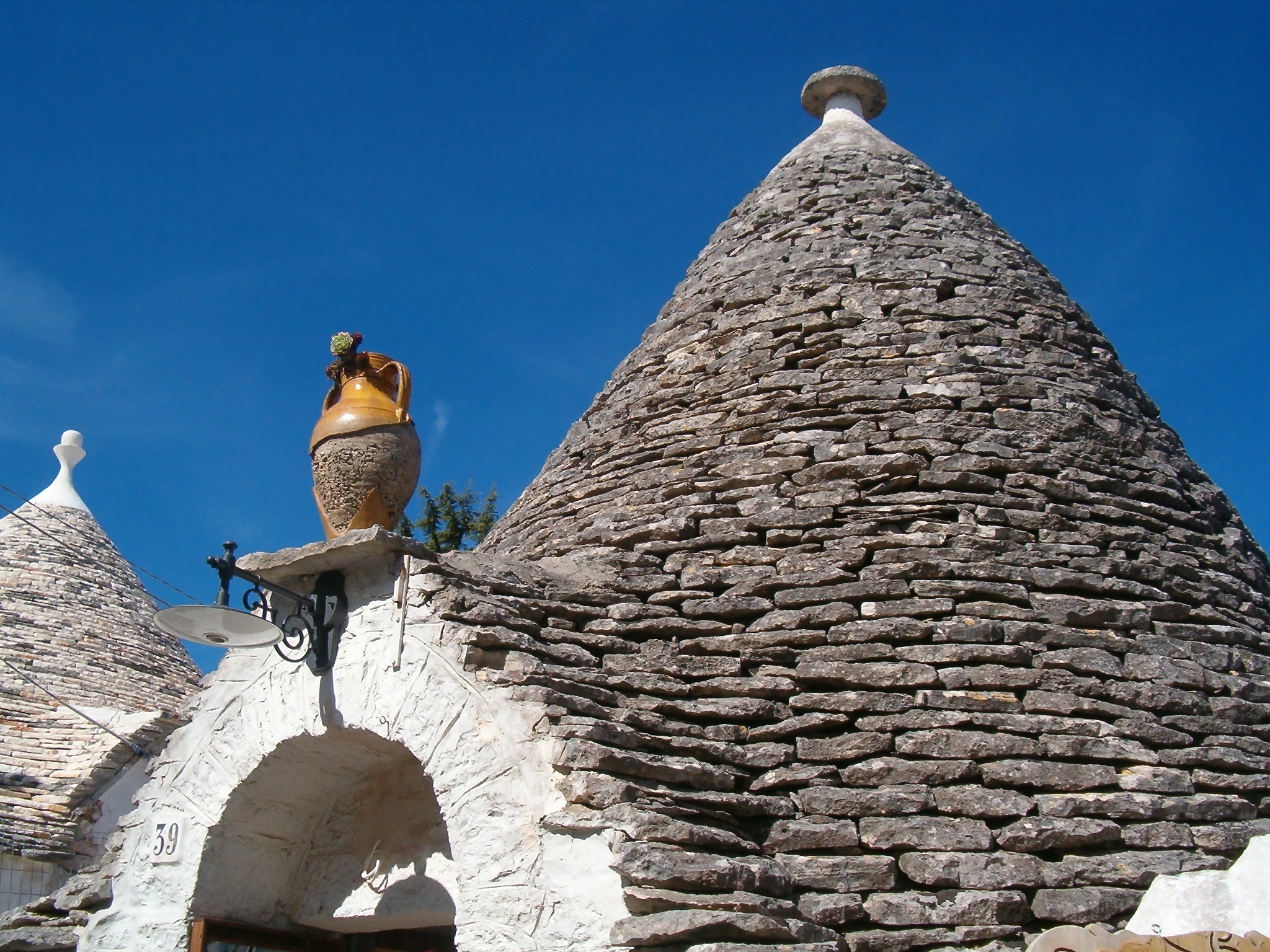
Dach eines Trullo
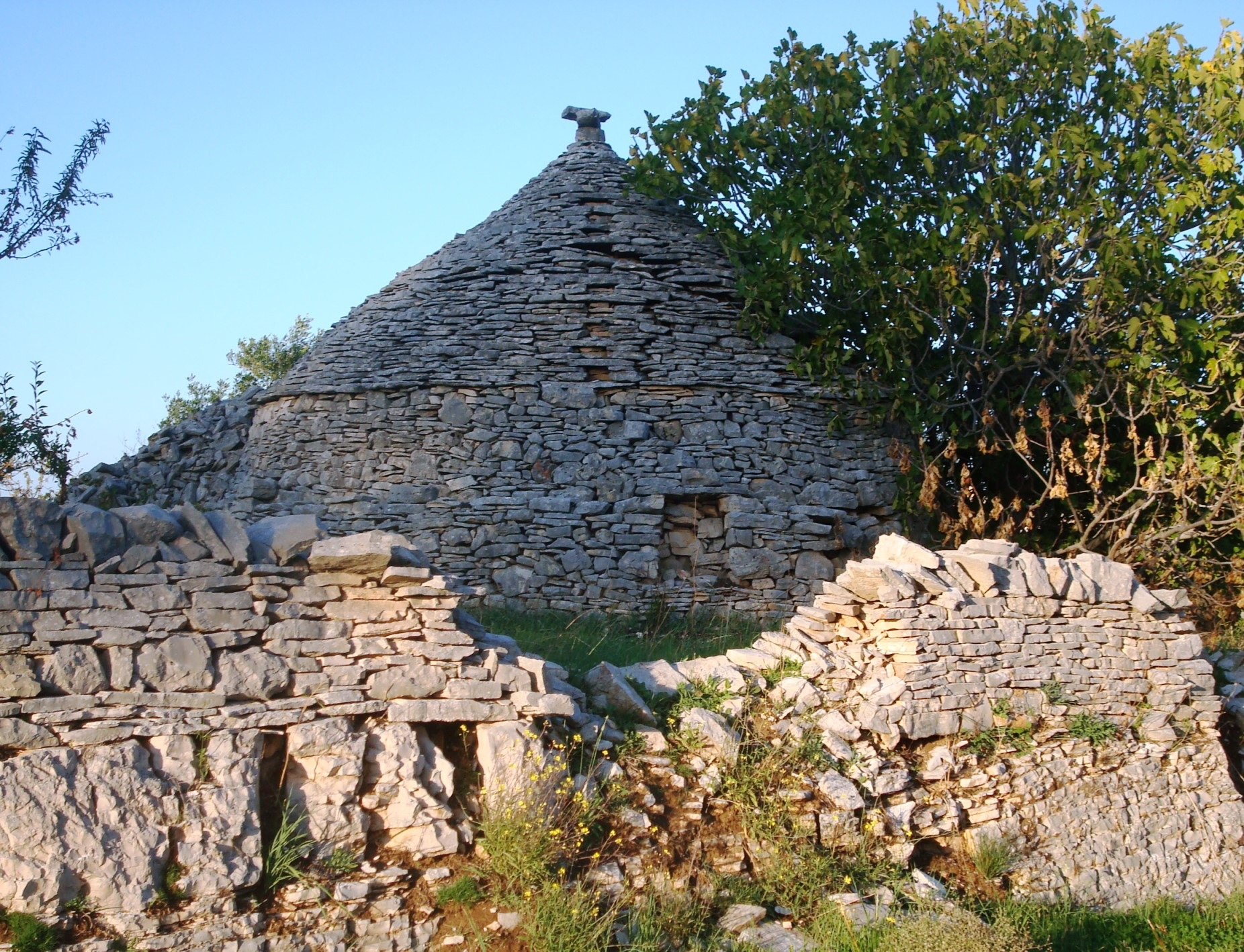
Trullo am Feldrand (mit Trittstufen im Dachbereich)
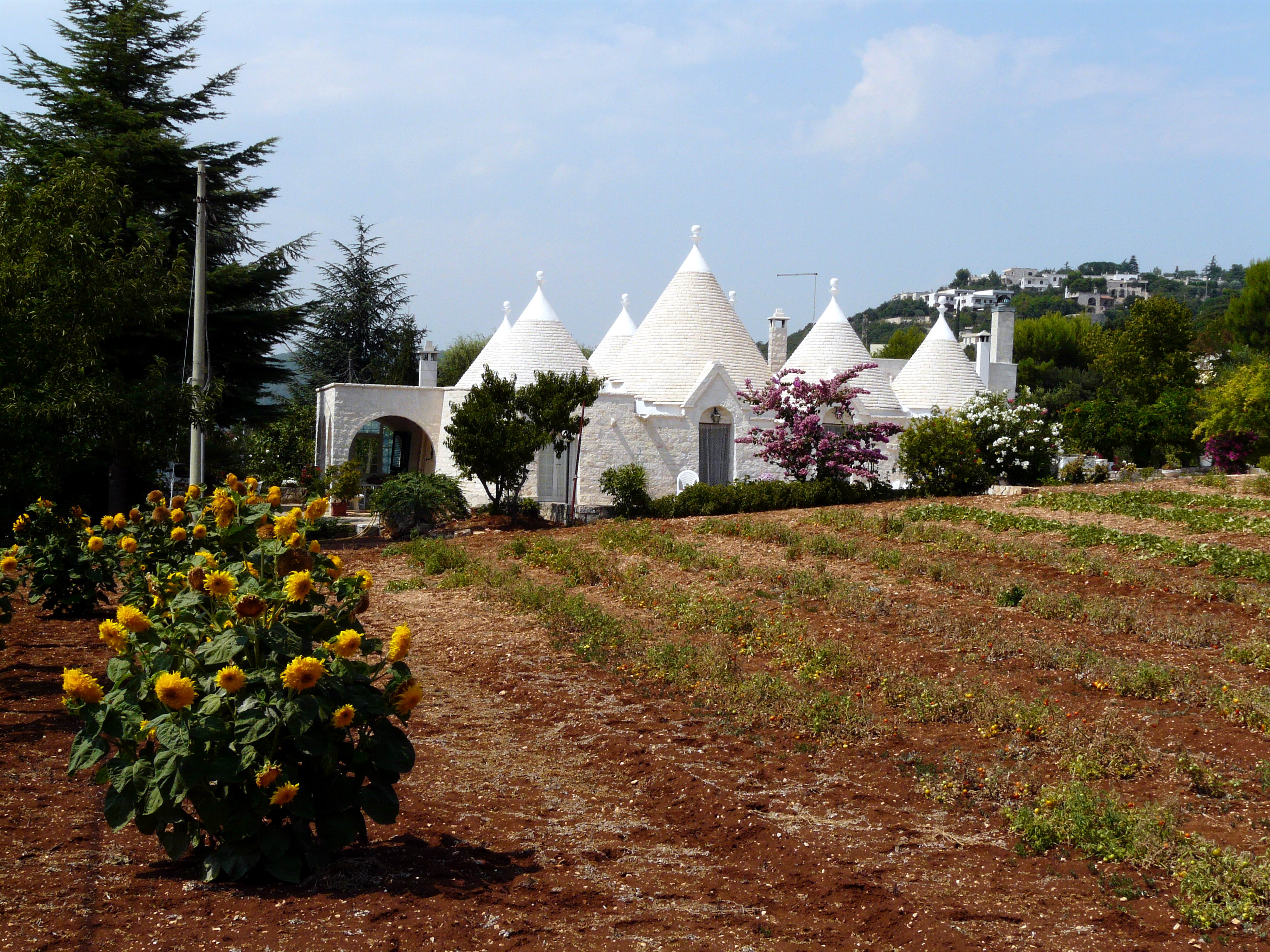
Neubau Trullo mit Kalkanstrich
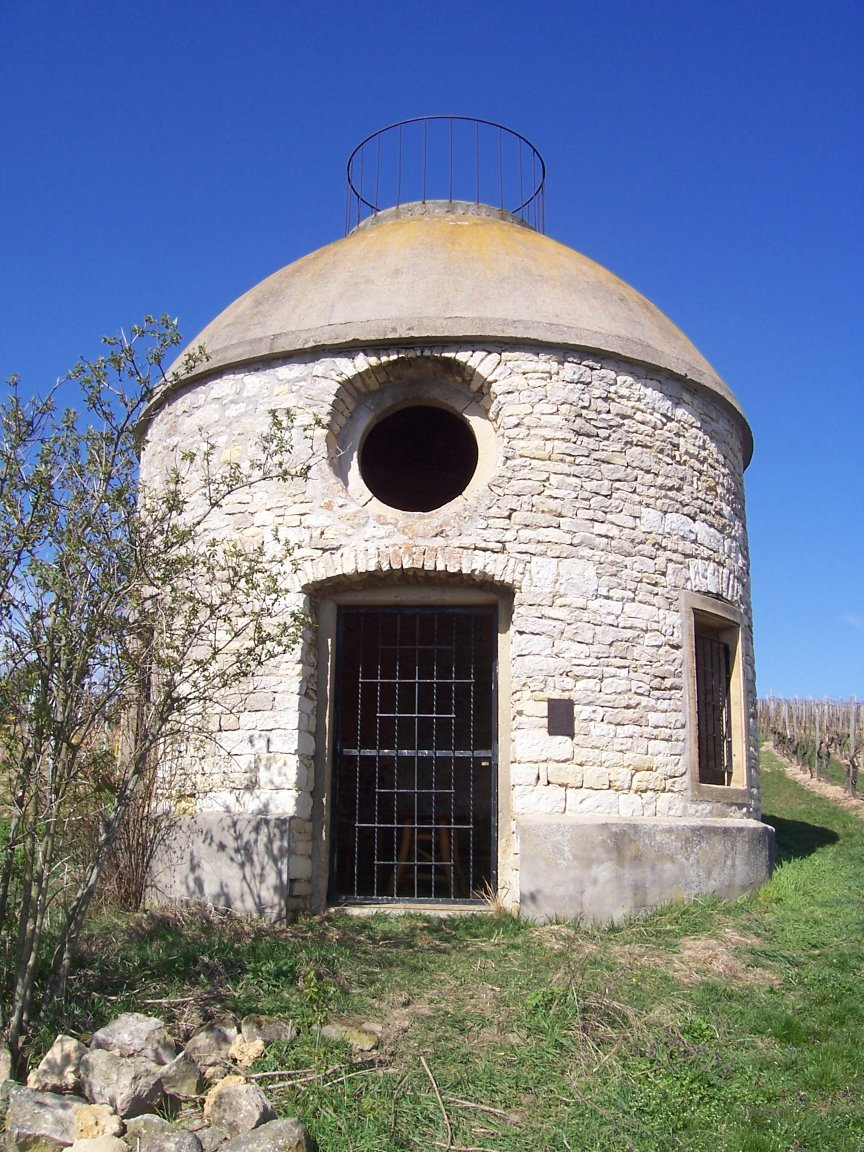
Rheinhessen-Trullo bei Elsheim
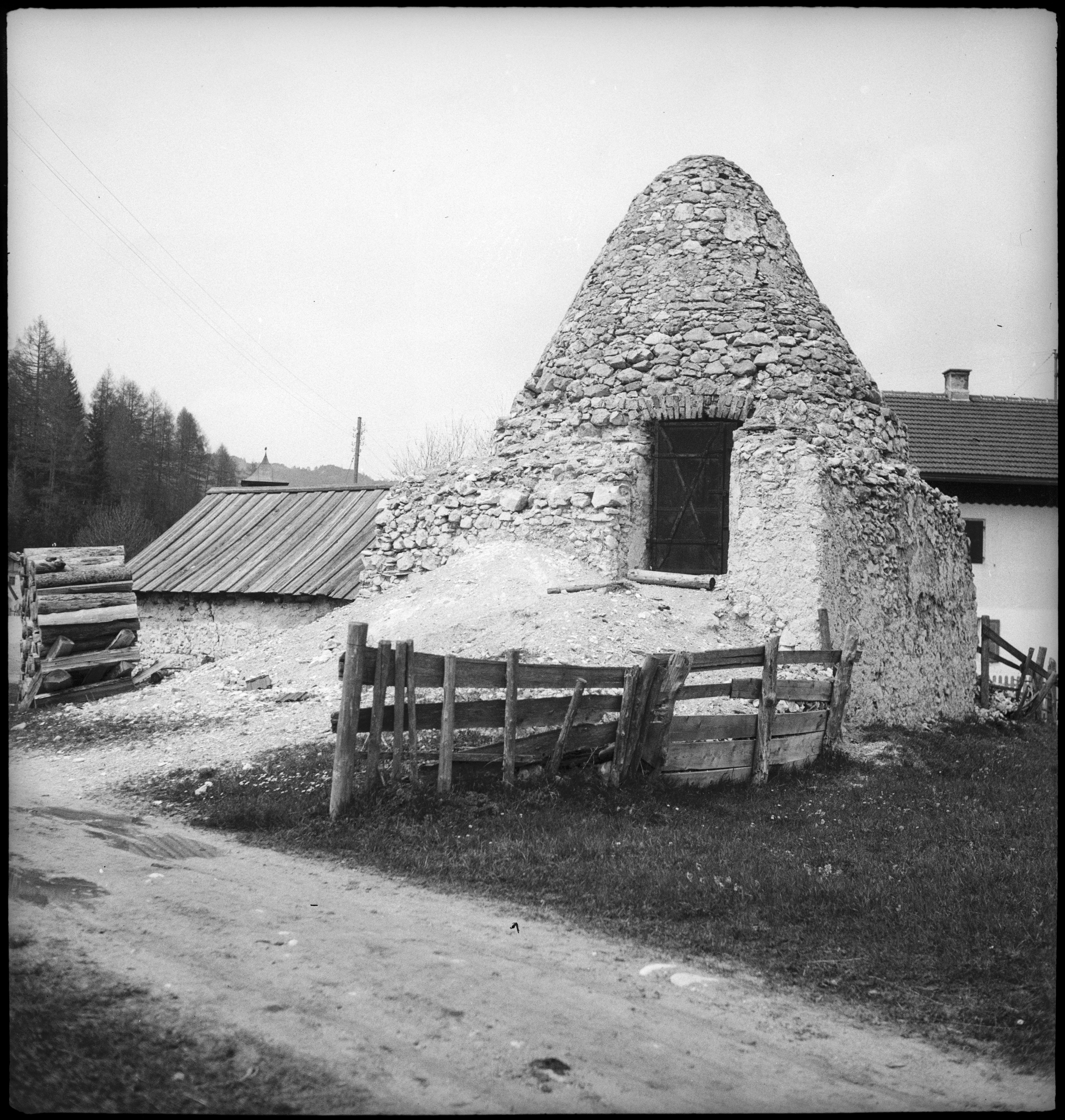
Trulloähnliches Gebäude in Österreich, 1938
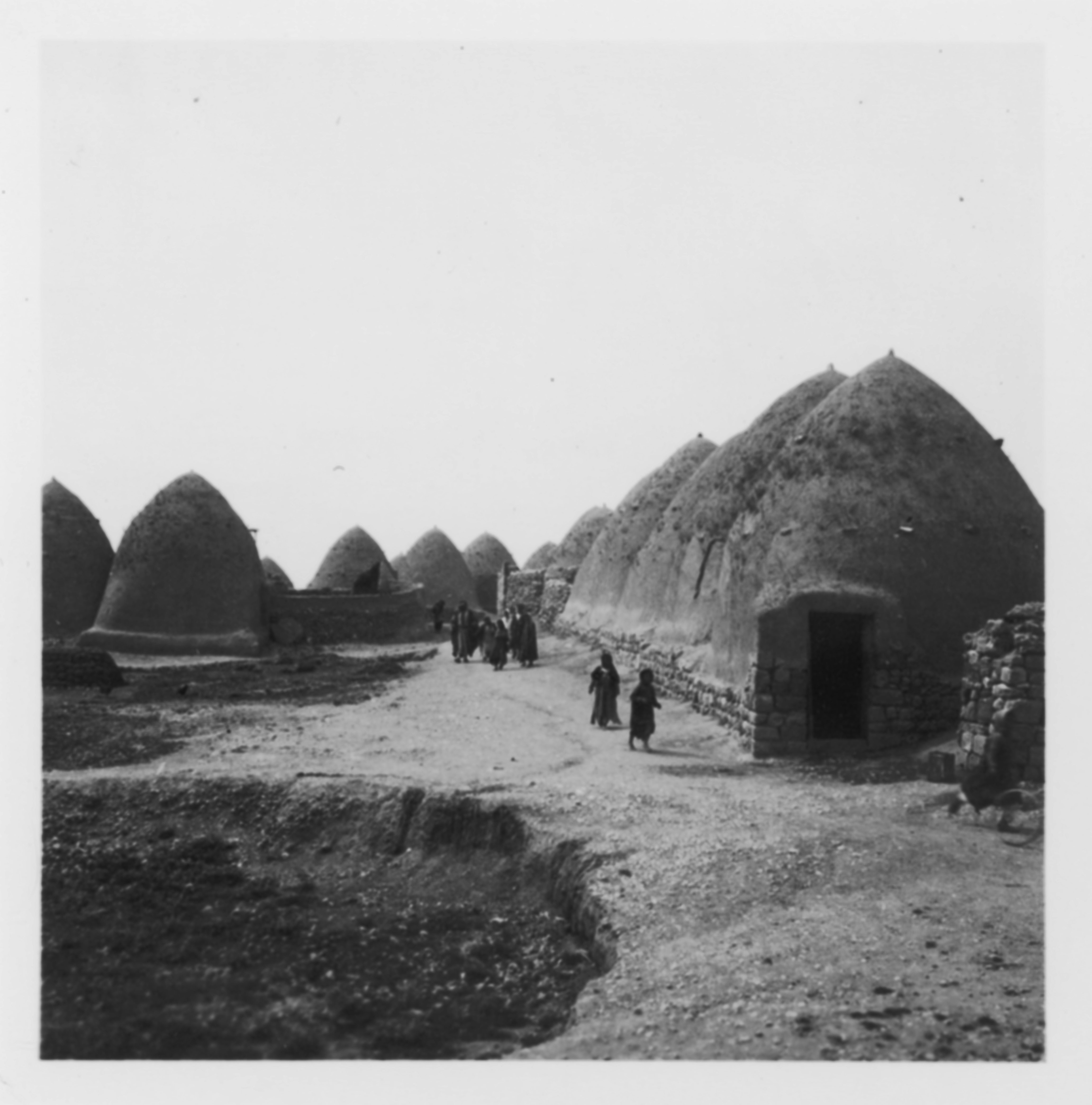
Trulloähnliche Gebäude in Syrien, 1935
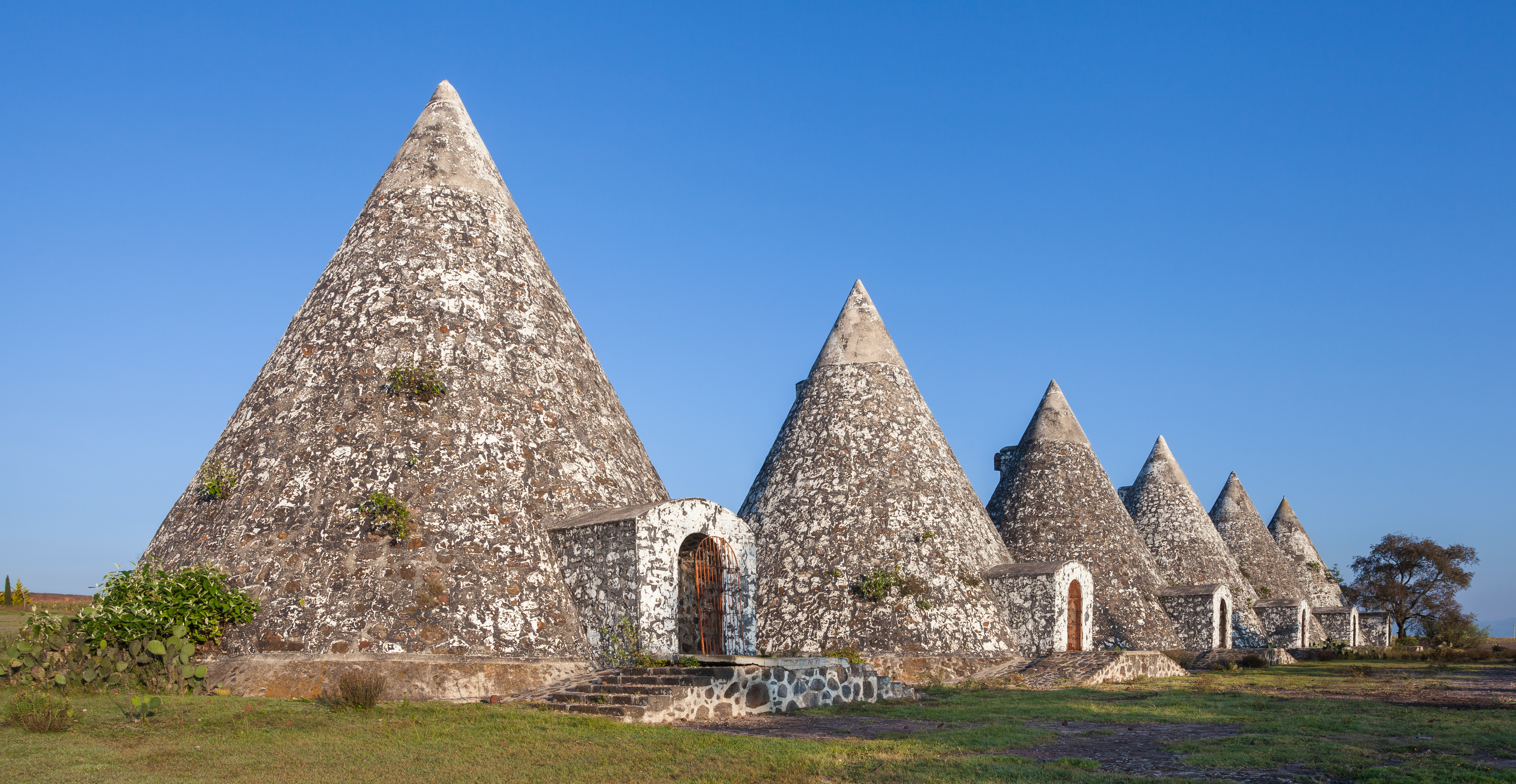
Trulloähnliche Getreidesilos in Acatlán, Mexiko